# Guarantã do Norte
Guarantã do Norte là một đô thị thuộc bang Mato Grosso, Brasil. Đô thị này có diện tích 4713,043 km², dân số năm 2007 là 30920 người, mật độ 6,56 người/km².